# Niełaz eukaliptusowy
Niełaz eukaliptusowy (Dasyurus geoffroii) – gatunek drapieżnego ssaka z podrodziny niełazów (Dasyurinae) w obrębie rodziny niełazowatych (Dasyuridae). Uznawany za gatunek bliski zagrożenia.

## Taksonomia
Gatunek po raz pierwszy zgodnie z zasadami nazewnictwa binominalnego opisał w 1841 roku angielski zoolog John Gould, nadając mu nazwę Dasyurus geoffroii. Miejsce typowe to Liverpool Plains, Nowa Południowa Walia, Australia. Okaz typowy (lektotyp) to skóra i czaszka dorosłego samca. Podgatunek fortis po raz pierwszy formalnie opisał w 1906 roku angielski zoolog Oldfield Thomas, nadając mu nazwę Dasyurus geoffroyi fortis. Miejsce typowe to Arthur River, w pobliżu Wagin, na wysokości 840 ft (256 m), Australia Zachodnia, Australia. Holotyp to samiec o sygnaturze BMNH 6.8.1.340 z kolekcji Muzeum Historii Naturalnej w Londynie; odłowiony 1 lipca 1905 roku przez brytyjskiego zoologa Guya Chestera Shortridge’a.
W analizach filogenetycznych przeprowadzonych w XXI wieku opartych na badaniach mitochondrialnego i jądrowego DNA D. geoffroii, D. hallucatus, D. maculatus i D. viverrinus tworzą klad, dla którego z kolei Sarcophilus harrisii stanowi takson siostrzany. D. geoffroii został tam umieszczony jako gatunek siostrzany w stosunku do D. spartacus z Nowej Gwinei i włączony do umiarkowanie dobrze zdefiniowanego kladu z D. spartacus i D. albopunctatus (również z Nowej Gwinei), z wyłączeniem wszystkich innych niełazów. Zróżnicowanie genetyczne między D. geoffroii i D. spartacus jest ograniczone, poniżej 3% w hiperzmiennej mitochondrialnej pętli D, natomiast D. hallucatus i D. spartacus są od siebie genetycznie wysoce rozbieżne. Ponieważ podgatunek nominatywny najwyraźniej wymarł, trudno jest przetestować jego ważność na podstawie badań genetycznych lub morfologicznych.
Autorzy Illustrated Checklist of the Mammals of the World rozpoznają dwa podgatunki.

### Etymologia
- Dasyurus: gr. δασυς dasus „włochaty, kudłaty”; ουρα oura „ogon”[10].
- geoffroii: prof. Étienne Geoffroy Saint-Hilaire (1772–1844), francuski przyrodnik[11].
- fortis: łac. fortis „solidny, silny”[12].

## Zasięg występowania
Ssak ten najprawdopodobniej występował na większości terenów Australii, m.in. w Queensland, Wiktorii, Nowej Południowej Walii, jego zasięg obejmował 70% powierzchni kontynentalnej Australii. Później zasięg ten uległ gwałtownemu zmniejszeniu. W Nowej Południowej Walii nie widziano niełaza eukaliptusowego od 1841 roku, w Victorii ostatnie doniesienie pochodzi z 1857 roku. W Queensland widywano je prawdopodobnie jeszcze na początku XX wieku, kiedy to w Australii Zachodniej gatunek występował jeszcze pospolicie, ale już zanikał z obszarów przybrzeżnych na północ od Geraldton. Od lat trzydziestych jego zasięg ogranicza się do Swan Coastal Plain.

## Morfologia

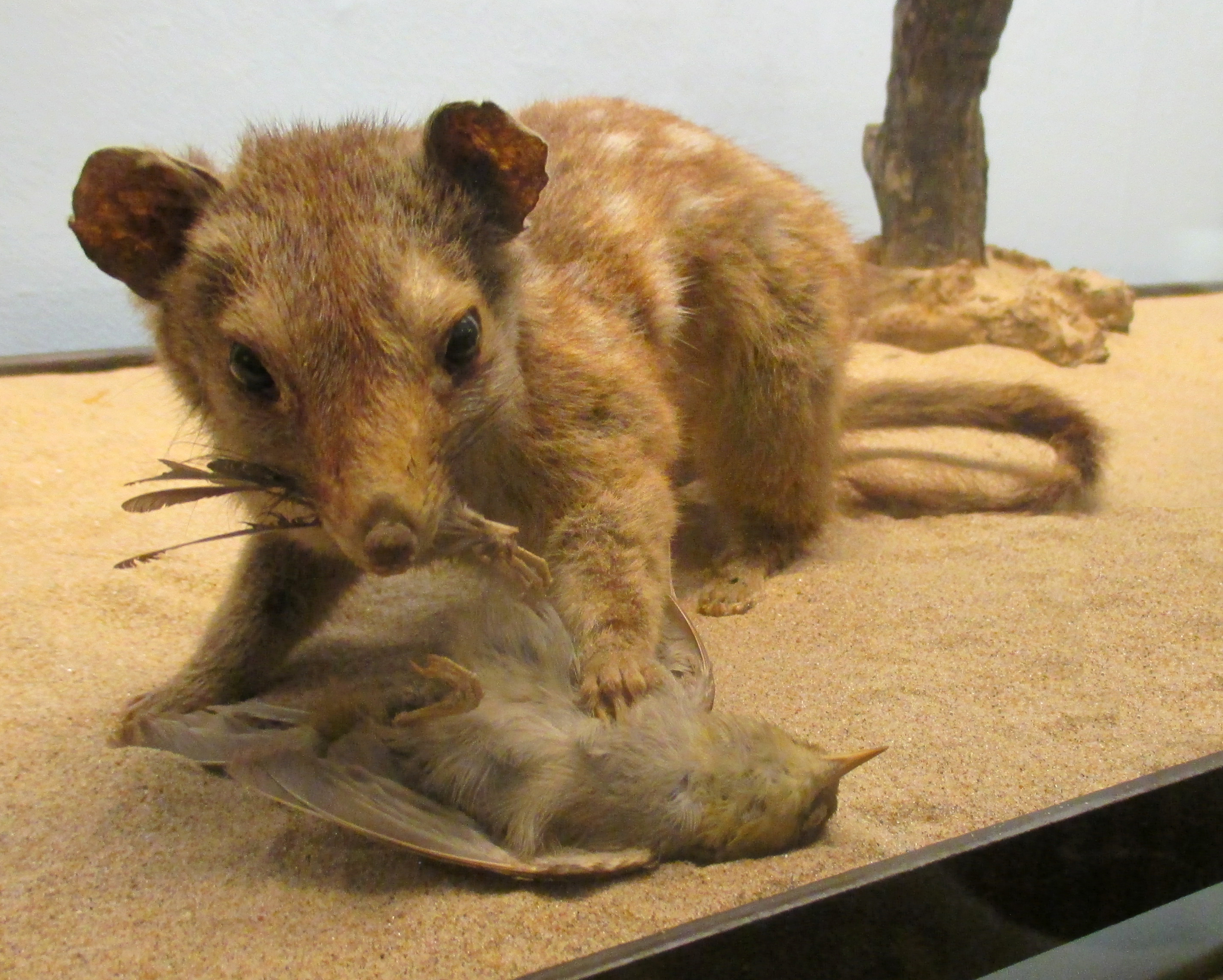
Rekonstrukcja pożywiającego się niełaza eukaliptusowego

Niełaz eukaliptusowy jest małym ssakiem wielkości kota; długość ciała samic 26–36 cm, samców 31–40, długość ogona samic 21–31 cm, samców 25–35 cm; masa ciała samic 0,61–1,1 kg, samców 0,71–2,2 kg. Futro miękkie, brązowe (rzadziej ciemniejsze), czasem kasztanowate, w białe plamki. Ma dość krótkie nogi.

## Ekologia i zachowanie
Występuje w buszu, lasach eukaliptusowych i na pustyniach. Zwierzę nocne. Jest odporne na niskie temperatury.
Jest to zwierzę drapieżne; odżywia się głównie królikami, płazami, ptakami, jaszczurkami, dużymi bezkręgowcami oraz okazjonalnie owocami. Osobniki, które żyją bliżej terenów podmokłych, pożywiają się głównie bezkręgowcami, natomiast populacje z terenów suchych żywią się głównie mięsem innych kręgowców. Rzadko pije.
Samotnik. Samce są bardzo terytorialne, mają duże terytoria, na których często występuje kilka samic. Samica zakłada gniazdo w dziupli drzewa, norach innych zwierząt, w powalonych kłodach. Ciąża trwa do 18 dni. Pomiędzy majem a wrześniem rodzi się od 2 do 6 młodych, które przemieszczają się do marsupium, gdzie spędzają 8 tygodni. Niezależne stają się w wieku około sześciu miesięcy, natomiast zdolne do rozrodu po roku. Dożywają do czterech lat.

## Status i ochrona
Międzynarodowa Unia Ochrony Przyrody uznaje niełaza eukaliptusowego za gatunek bliski zagrożenia (NT – near threated). Liczebność populacji szacuje się na 15 000 osobników, a jej trend uznaje się za stabilny. Niełazowi zagrażają głównie introdukowane lisy, szponiaste czy koty, które chętnie się nim pożywiają. Niektórzy klasyfikują niełaza eukaliptusowego jako gatunek narażony na wyginięcie. Obecnie pracuje się nad reintrodukcją tego torbacza na jego stare tereny występowania (np. nad Zatokę Rekina, do Parku Narodowego Sturt). Poza niełazem eukaliptusowym reintrodukowane są inne torbacze jak kanguroszczurnik ryjący (Bettongia lesueur), wielkouch króliczy (Macrotis lagotis), jamraj zachodni (Perameles bougainville) czy krótkonos złocisty (Isoodon auratus).